# Þorgerður Katrín Gunnarsdóttir
Þorgerður Katrín Gunnarsdóttir (født 4. oktober 1965 i Reykjavík) er en islandsk jurist og politiker, der har været formand for midterpartiet Reform siden oktober 2017.
Þorgerður var næstformand for Selvstændighedspartiet 2005–2010, men forlod partiet i 2016 og tilsluttede sig det nydannede liberale parti Reform.
Hun var Islands undervisnings- og kulturmister fra 31. december 2003 til 1. february 2009. Efter det islandske banksystems sammenbrud i 2008 var Þorgerður de facto leder af den islandske regering, da statsminister Geir Haarde var sygemeldt efter at have fået konstateret kræft. I 2017 var hun fiskeri- og landbrugsminister i Bjarni Bendiktssons borgerlige trepartiregering.

## Familie
Hendes far Gunnar H. Eyjólfsson er en kendt skuespiller. Hun er gift med den tidligere professionelle håndboldspiller og erhvervsøkonom Kristján Arason, der i en årrække var direktør for privatkundeafdelingen i Kaupthing Bank. Þorgerður Katrín og Kristján har tre børn, Gunnar Ari (født 1995), Gísli Þorgeir (født 1999) og Katrín Erla (født 2003).
Ved begyndelsen af den islandske bankkrise i 2008 skyldte hendes mand Kaupthing Bank lige under 900 millioner islandske kroner, som han havde lånt for at købe aktier i banken. Gælden blev aldrig betalt tilbage, da bestyrelsen i Kaupthing tillod ledende medarbejdere at overføre deres lån og bankaktier til private holdingselskaber få måneder før banken blev overtaget af den islandske stat i oktober 2008. Disse selskaber gik alle efterfølgende konkurs.

## Uddannelse og politisk arbejde
Þorgerður Katrín tog studentereksamen fra Menntaskólanum við Sund i Reykjavík i 1985. I sit afsluttende år besad hun den prestigefulde post som formand (ármaður) for skoleforeningen, som den anden kvinde. Hun studerede efterfølgende jura ved Islands Universitet og sad i bestyrelsen for de jurastuderendes forening Orator. I løbet af studietiden sad hun desuden i bestyrelsen for Selvstændighedspartiet i Hafnarfjörðurs ungdomsafdeling Stefnir, og var næstformand for forretningsudvalget i Selvstændighedspartiets repræsentantskab i Hafnarfjörður.

## Erhvervskarriere
Efter at have taget juridisk embedseksamen i 1993 begyndte Þorgerður Katrín som fuldmægtig på et advokatkontor i Höfðabakki. Fra 1997 til 1999 var hun leder af nyheds- og samfundsafdelingen ved RÚV.

## Altingsmedlem og minister
Hun blev indvalgt i Altinget i 1999 for Reykjaneskredsen, da denne i 2003 blev nedlagt skiftede hun til Sydvestkredsen, der omfatter Reykjavíks ydre forstæder og satellitbyer.
Þorgerður Katrín blev undervisningsminister i Geir Haardes regering i 2003 og fungerede reelt som leder af regeringen under finanskrisen 2008-09 på grund af hans kræftsygdom.
I 2005 blev hun valgt til næstformand for Selvstændighedspartiet, men trådte tilbage fra posten 17. april 2010 efter offentlig kritik af hendes og hendes mands håndtering af Kristján Arasons gæld til Kaupthing Bank. Hun tog efterfølgende orlov fra Altinget og valgte ikke at søge genvalg ved valget i 2013.
Þorgerður Katrín arbejdede derefter for det islandske handelskammer i årene 2013 til 2016.

## Partiskifte og partiformand
Sammen med en række andre udbrydere fra Selvstændighedspartiets liberale og EU-venlige venstrefløj tilsluttede hun sig partiet Reform kort efter, at det blev grundlagt i 2016, og indvalgtes i Altinget for sit nye parti ved valget i 2016.
Þorgerður Katrín blev efterfølgende Fiskeri- og Landbrugsmister i Bjarni Benedikssons regering. Da Reform i løbet af valgkampen op til altingsvalget i 2017 faldt under spærregrænsen på 5% i flere meningsmålinger, besluttede dets grundlægger Benedikt Jóhannesson at trække sig tilbage fra formandsposten, og Þorgerður Katrín blev valgt til ny formand af bestyrelsen på grund af sin store politiske erfaring. Det lykkedes hende at vende udviklingen og bringe Reform over spærregrænsen, så partiet bevarede fire af sine syv mandater.